# Huotian, Fujian
Huotian är en köping i sydöstra Kina. Den ligger i Yunxiao härad i staden Zhangzhou i provinsen Fujian, omkring 300 kilometer sydväst om provinshuvudstaden Fuzhou. Antalet invånare är 51 080. Befolkningen består av 24 480 kvinnor och 26 600 män. Barn under 15 år utgör 19,0 %, vuxna 15-64 år 71 %, och äldre över 65 år 8,0 %.